# Anthony Francis Jorm

Anthony Francis Jorm (2019)

Anthony Francis Jorm (* 1951) ist ein australischer Wissenschaftler, der Beiträge in den Bereichen Psychologie, Psychiatrie und Gerontologie geleistet hat. Gemeinsam mit der Krankenschwester Betty Kitchener, ist er Mitbegründer der Bildungsinitiative für psychische Gesundheit Mental Health First Aid.

## Karriere
Anthony Jorm schloss im Jahr 1973 sein Studium der Psychologie an der University of Queensland mit First Class Honours ab und eine Universitätsmedaille. Anschließend absolvierte er einen Masterstudiengang in klinischer Psychologie (1975) und promovierte in Psychologie (1977) an der University of New South Wales. 1995 wurde er von der Australian National University für seine Forschungen über psychische Störungen mit einem Doctor of Science ausgezeichnet. Er hielt akademische Positionen an der Deakin University (1977–1984), der Australian National University (1984–2005), u. a. als Direktor des Centre for Mental Health Research (2001–2004), sowie an der University of Melbourne (2005–2018). Seit 2019 ist er emeritierter Professor der Universität Melbourne. Jorm hat Stipendien des National Health and Medical Research Council (NHMRC) erhalten, darunter ein Australien-Stipendium im Jahr 2009. Derzeit ist er NHMRC Leadership Fellow.
Ehrenamtlich tätig ist er als Präsident der Australasian Society for Psychiatric Research (1999–2000), als Vorstandsvorsitzender von Mental Health First Aid International, und als Vorsitzender des Australian Rotary Health Research Committee (2009–2012).

## Forschung
Jorms frühe Forschungsarbeiten an der Deakin University befassten sich mit kognitiven Prozessen beim Lesen und Rechtschreiben, insbesondere mit Lese- und Rechtschreibschwächen. Diese Arbeiten untersuchten die Rolle von Problemen bei der Speicherung und dem Abruf phonologischer Informationen aus dem Langzeitgedächtnis sowie den Einfluss des häuslichen und schulischen Umfelds auf die Leseleistung.
An der Australian National University arbeitete er zusammen mit A. S. (Scott) Henderson an der Epidemiologie von Demenz und Depressionen. Diese Forschungen umfasste Studien, die eine depressive Vorgeschichte als Risikofaktor für Demenz aufzeigten, und es wurden Methoden zur Klassifizierung von Demenz entwickelt, darunter der Informant Questionnaire on Cognitive Decline in the Elderly (IQCODE) und die Psychogeriatric Assessment Scales.
Mitte der 1990er Jahre begann Jorm mit der Erforschung der psychischen Gesundheitskompetenz, führte diesen Begriff ein und führte eine nationale Erhebung über die psychische Gesundheitskompetenz der australischen Bevölkerung durch. Ein Artikel über diese Arbeit wurde als der fünftmeistzitierte Artikel in der 100-jährigen Geschichte des Medical Journal of Australia aufgeführt. Die Forschungen zur psychischen Gesundheitskompetenz hatten einen großen Einfluss auf die Entwicklung des Mental-Health-First-Aid-Programms. Jorms derzeitige Forschung an der University of Melbourne befasst sich mit dem Aufbau von Kompetenzen in der Gesellschaft zur Prävention und Frühintervention bei psychischen Störungen.
Jorm wurde als einer der meistzitierten Forscher im Bereich der psychischen Gesundheit in Australien und weltweit aufgeführt. Im Jahr 2020 wurde er in allen wissenschaftlichen Disziplinen unter den 500 meistzitierten Wissenschaftlern der Welt aufgeführt.

## Mental Health First Aid
Im Jahr 2000 gründete Jorm zusammen mit seiner Frau Betty Kitchener die Bildungsinitiative Mental Health First Aid in Canberra. Im Jahr 2011 gründete er zusammen mit Betty Kitchener die gemeinnützige Organisation Mental Health First Aid International und war erster Vorsitzender des Vorstands. Mental Health First Aid ist eine Bildungsinitiative, die Laien schult, anderen Menschen zu helfen, die sich in einer psychischen Krise befinden oder psychische Gesundheitsprobleme entwickeln. Dieses Programm wird in 27 Ländern weltweit angeboten. Bis zum Jahr 2020 haben über 850.000 Australier (über 3 % der Bevölkerung) und fast 4 Millionen Menschen weltweit durch MHFA ein Training in Erster Hilfe für psychische Gesundheit erhalten.
Mental Health First Aid-Trainings werden mittlerweile in zahlreichen Ländern angeboten, dazu gehören Australien, Bangladesch, Bermuda, China, Dänemark, Deutschland, Finnland, Frankreich, Großbritannien, Hongkong, Indien, Irland, Japan, Kanada, Luxemburg, Malta, Nepal, Neuseeland, Niederlande, Österreich, Pakistan, Portugal, Saudi-Arabien, Singapur, Südafrika, Schweden, Schweiz, USA und Vereinigte Arabische Emirate.
Jorm leitete Forschungsarbeiten zur Evaluierung der Mental-Health-First-Aid-Ausbildung und von Richtlinien zur Ersten Hilfe bei entstehenden psychischen Gesundheitsproblemen und -krisen.

## Herausgeber von Fachzeitschriften
Von 1997 bis 2001 war er Chefredakteur des Australasian Journal on Ageing und ist seit 2019 Chefredakteur von Mental Health & Prevention. Von 2005 bis 2021 war er Mitherausgeber des Australian and New Zealand Journal of Psychiatry und von 2006 bis 2013 Mitherausgeber von Early Intervention in Psychiatry.

## Auszeichnungen und Ehrungen
- University of Queensland Medal, 1973[1]
- Guy Goodricke Prize in Psychologie[6]
- Australian Psychological Society Early Career Award, 1982[1]
- Fellow der Academy of Social Sciences in Australia, 1994[15]
- Ewald W Busse Research Award der International Association of Gerontology, 1997[1]
- Founders’ Medal, Australasian Society for Psychiatric Research, 2002[1]
- ISI Highly Cited Researcher, 2003[26]
- Australian Rotary Health Medaille, 2007[1]
- Thompson Scientific Citation Award, 2008[1]
- Excellence in Mental Health Education, National Council of Behavioral Healthcare, USA, 2008.[14]
- National Health and Medical Research Council Australia Fellow, 2009[1]
- Outstanding Academic Mentor Award, Australian Psychological Society, 2017[1]

## Privatleben
Jorm heiratete 1978 Betty Kitchener, mit der er zwei Kinder hat. Er ist ein begeisterter Radfahrer. Er ist Mitglied im Rotary Club Carlton (Victoria).